# Valtueña
Valtueña es una localidad española del municipio de Monteagudo de las Vicarías, perteneciente a la provincia de Soria, en la comunidad autónoma de Castilla y León.

## Geografía
Pertenece a la comarca de Las Vicarías y al partido judicial de  Almazán.

## Historia
Valtueña perteneció a la Vicaría de Serón. El censo de Pecheros de 1528, en el que no se contaban eclesiásticos, hidalgos y nobles, registraba la existencia 44 pecheros, es decir unidades familiares que pagaban impuestos. En el documento original apare como Baltuena.
A la caída del Antiguo Régimen la localidad se constituye en municipio constitucional, entonces conocido como Valtueña en la región de Castilla la Vieja, partido de Soria que en el censo de 1842 contaba con 31 hogares y 326 vecinos. El 30 de abril de 1843 contaba con 239 habitantes: 42 varones menores de 18 años, 18 varones de 18 a 25 años, 62 varones mayores de 25 años y 117 hembras.
El municipio de Valtueña desapareció en 1976, al fusionarse con el de Monteagudo de las Vicarías.

## Demografía
| Gráfica de evolución demográfica de Valtueña entre 1842 y 1970 |
| |
| Población de derecho según los censos de población del INE Población de hecho según los censos de población del INEEntre el censo de 1981 y el anterior, este municipio desaparece porque se integra en el municipio 42119 (Monteagudo de las Vicarías) |

En el año 2000 contaba con 32 habitantes, concentrados en el núcleo principal, pasando a 16 en 2014.

## Patrimonio
- Iglesia de la Asunción de Nuestra Señora.
- Ermita de la Virgen de la Cuesta.
- Ermita de la Soledad.
- Restos del castillo, en el cerro del Llano del Castillo, sobre el que está edificada la ermita de la Virgen de la Cuesta.

## Fiestas
- San Isidro, 15 de mayo.
- Asunción de Nuestra Señora, 15 de agosto, celebrada conjuntamente con San Isidro.